# Adrián Campos
Adrián Campos Suñer, španski dirkač Formule 1, * 17. junij 1960, Alcira, Valencija, Španija, † 28. januar 2021.
Adrián Campos je debitiral v sezoni 1987, ko je na šestnajstih dirkah kar štirinajstkrat odstopil, enkrat je bil diskvalificiran, edino uvrstitev pa je dosegel na domači dirki za Veliko nagrado Španije, kjer je zasedel štirinajsto mesto. V naslednji sezoni 1988 je nastopil le na prvih petih dirkah sezone, uvrstitev pa je dosegel le na dirki za Veliko nagrado San Marina, kjer je zasedel šestnajsto mesto, nato pa se je upokojil kot dirkač.

## Popolni rezultati Formule 1
(legenda) (odebeljene dirke pomenijo najboljši štartni položaj, poševne pa najhitrejši krog, †-uvrščen kljub odstopu)
| Leto | Moštvo            | Šasija       | Motor       | 1       | 2       | 3       | 4       | 5        | 6       | 7      | 8       | 9       | 10      | 11      | 12      | 13     | 14      | 15      | 16      | Prv | Toč |
| ---- | ----------------- | ------------ | ----------- | ------- | ------- | ------- | ------- | -------- | ------- | ------ | ------- | ------- | ------- | ------- | ------- | ------ | ------- | ------- | ------- | --- | --- |
| 1987 | Minardi Team      | Minardi M187 | MM V6 (t/c) | BRA DSQ | SMR Ret | BEL Ret | MON DNS | VZDA Ret | FRA Ret | VB Ret | NEM Ret | MAD Ret | AVT Ret | ITA Ret | POR Ret | ŠPA 14 | MEH Ret | JAP Ret | AVS Ret | -   | 0   |
| 1988 | Lois Minardi Team | Minardi M188 | Cosworth V8 | BRA Ret | SMR 16  | MON DNQ | MEH DNQ | KAN DNQ  | VZDA    | FRA    | VB      | NEM     | MAD     | BEL     | ITA     | POR    | ŠPA     | JAP     | AVS     | -   | 0   |